# Landolphia le-testui
Landolphia le-testui là một loài thực vật có hoa trong họ La bố ma. Loài này được (Pellegr.) Pichon mô tả khoa học đầu tiên năm 1953.